# Notoglyptus nesiotes
Notoglyptus nesiotes är en stekelart som beskrevs av Heydon 1988. Notoglyptus nesiotes ingår i släktet Notoglyptus och familjen puppglanssteklar.
Artens utbredningsområde är Puerto Rico. Inga underarter finns listade i Catalogue of Life.